# Super Furry Animals
Super Furry Animals je velšská alternativní rocková skupina. Vznikla v roce 1993 v Cardiffu. Skupina se skládá z členů: Gruff Rhys (zpěv, kytara), Huw Bunford (kytara, zpěv), Guto Pryce (baskytara), Cian Ciarán (klávesy, syntezátory, kytara, zpěv) a Dafydd Ieuan (bicí, zpěv). Dříve ve skupině zpíval i herec Rhys Ifans.

## Kariéra
Své první album nazvané Fuzzy Logic vydala v roce 1996 a do roku 2009 následovalo dalších osm. Většina repertoáru skupiny je zpívána anglicky, album Mwng z roku 2000 je nazpíváno kompletně ve velštině. Na o rok novějším albu Rings Around the World se podíleli Paul McCartney ze skupiny The Beatles a John Cale ze skupiny The Velvet Underground. Roku 2000 se skupina spolu s Johnem Calem a dalšími velšskými hudebníky podílela na filmu Beautiful Mistake. V roce 2010 skupina přestala být aktivní, ačkoliv svůj rozpad oficiálně neoznámila. Různí členové nadále pracovali na vlastních projektech. V roce 2012 kapela vystoupila s krátkým setem na Cardiffském městském stadionu u příležitosti pocty fotbalistovi Garymu Speedovi.
Počátkem roku 2014 všichni členové dohromady představili vlastní značku piva pod názvem Fuzzy. V únoru roku 2015 byla představena oficiální biografická kniha o skupině nazvaná Rise of the Super Furry Animals, jejím autorem je Ric Rawlins. V roce 2015 začala skupina opět vystupovat. Nejprve odehrála krátké turné v květnu toho roku a později, v létě 2015, vystoupila na několika festivalech. Do prosince 2016 odehráli řadu dalších koncertů, ale poté již aktivní nebyli. Počínaje rokem 2020 čtyři členové kapely – bez Rhyse – hrají v kapele Das Koolies.

## Členové
- Gruff Rhys – zpěv, kytara
- Huw Bunford – kytara, zpěv
- Guto Pryce – baskytara
- Cian Ciarán – klávesy, zpěv
- Dafydd Ieuan – bicí, zpěv

## Diskografie

### Studiová alba
- Fuzzy Logic (1996)
- Radiator (1997)
- Guerrilla (1999)
- Mwng (2000)
- Rings Around the World (2001)
- Phantom Power (2003)
- Love Kraft (2005)
- Hey Venus! (2007)
- Dark Days/Light Years (2009)

### EP
- Llanfairpwllgwyngyllgogerychwyndrobwllantysiliogogogochynygofod (In Space) (1995)
- Moog Droog (1995)
- Ice Hockey Hair (1998)
- Slow Life (2004)

### Kompilace
- Out Spaced (1998)
- Phantom Phorce (2004)
- Songbook: The Singles, Vol. 1 (2004)
- ZOOM! The Best of Super Furry Animals, 1995–2016 (2016)